# Ребров, Алексей Фёдорович
Алексей Фёдорович Ребров (21 февраля 1776 года, Москва —  23 октября 1862, Пятигорск) — кавказский областной предводитель дворянства, шелковод и винодел, публицист по сельскохозяйственным вопросам, статский советник. 

## Биография
Родился в 1776 году в Москве в семье бедного дворянина, служившего при Сенате. В середине 1780-х отец его был переведён по службу в Астрахань, где прошла юность его сына, который был вынужден рано начать работать, чтобы зарабатывать себе на хлеб. 
В 1795 году Ребров был произведен в первый гражданский чин и переведен на Кавказ — секретарём канцелярии кавказского генерал-губернатора графа И. В. Гудовича. В должности секретаря Ребров оставался и при приемниках Гудовича. Особенно сильно в его услугах нуждался К. Ф. Кнорринг, который не знал свободно русский язык. 
За «особые труды по присоединению Грузии к Российской империи» Ребров в 1801 году был произведен в чин коллежского асессора, кроме того, ему было пожаловано 200 душ крестьян. В 1803 году Ребров «находился при усмирении мятежных кабардинцев». Выйдя затем в отставку, Ребров в 1812 году был избран кавказским областным предводителем дворянства. 

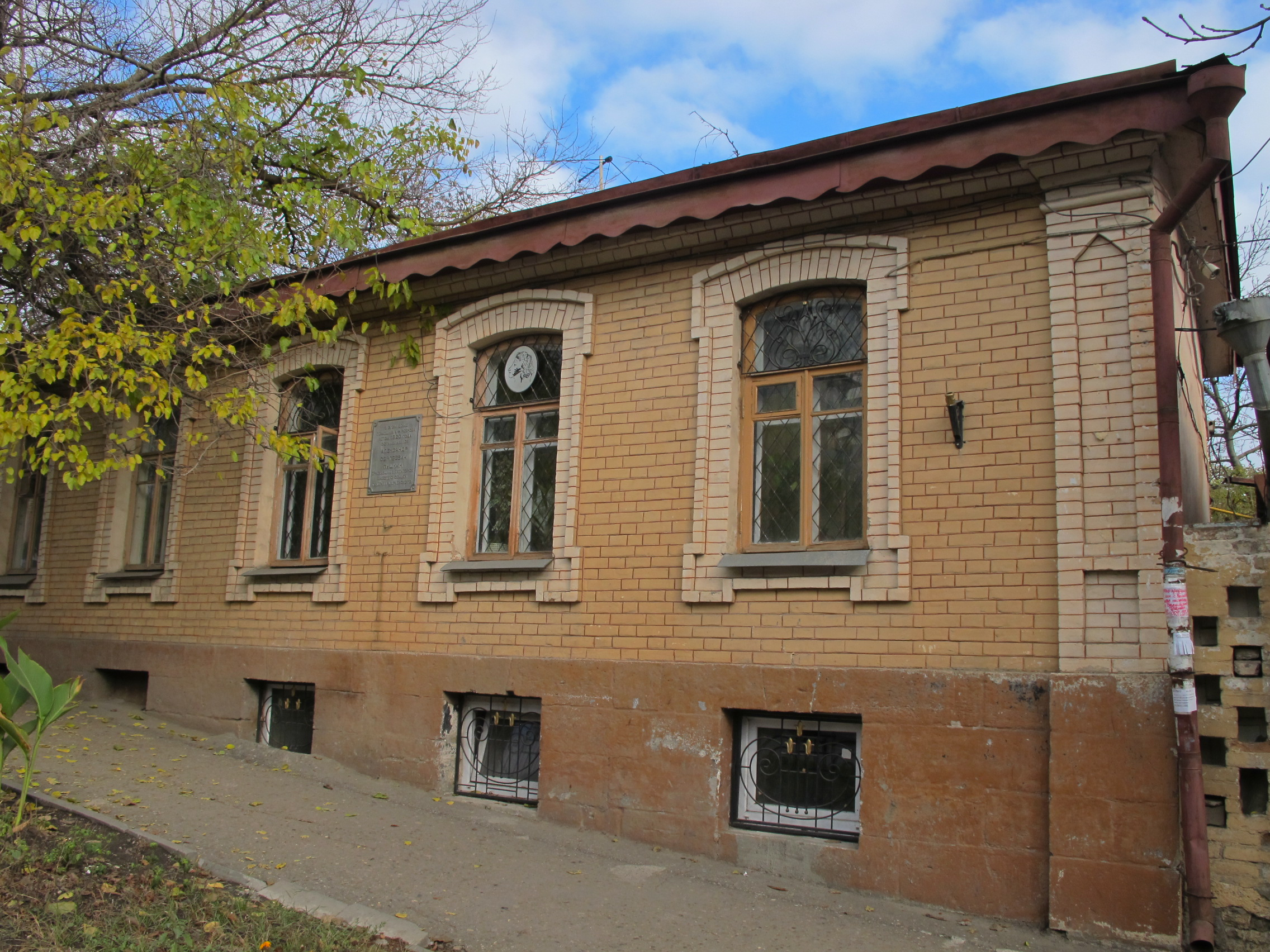
Единственный дом, сохранившийся от усадьбы Реброва в Пятигорске. Летом 1820 года А. С. Пушкин жил в усадьбе вместе с семейством генерала Н. Н. Раевского.

Независимо от этих обязанностей, Реброву, как знатоку края, приходилось и в дальнейшем исполнять поручения наместников Кавказа. Так, в 1819 и 1820 годах на Реброва было возложено описание всех земель Кавказской области с определением границ казенных, казачьих и частных земель и начертание предварительных правил для их размежевания (за этот труд ему был пожалован орден святого Владимира 3-й степени). В 1821 году ему было поручено составить правила об отношениях кабардинских владельцев к своим подвластным. 
В 1822 году Ребров вновь официально поступил на службу, чиновником для особых поручений при генерале А. П. Ермолове. В этой должности он составил «Положение об управлении Кавказскою областью», «Правила о наделении Казачьего линейного войска землями», «Правила устройства Кавказских Минеральных Вод», «Положение об управлении магометанскими инородцами и калмыками, кочующими в Ставропольской губернии». Также Реброву было поручено осмотреть и назначить места для новых станиц от Пятигорска до Прочного Окопа, для поселения линейных казаков, и водворить их на избранных местах. 
В 1827 году Ребров вышел в отставку с чином статского советника и посвятил себя всецело сельскому хозяйству. Он был женат на дочери генерала от кавалерии И. Д. Савельева и получил в приданое за женою богатое село Владимировка (Ребровка; ныне — Левокумский район Ставропольского края); здесь Ребров занимался шелководством и виноделием. 
Солончаки, топкие и недоступные к возделыванию земли, Ребров превратил, посредством создания системы орошения методом рытья небольших каналов (ирригационных канав), в виноградники и шелковичные плантации. Все это стоило ему немалых трудов и огромных издержек. Шелковичных червей он выписывал из Китая, Аравии, Франции и других стран. Им изобретен станок для размотки и сращения шелка; за шелководство им получено 5 золотых больших медалей; его шелк славился, как один из лучших в Европе, о чем Ребров был уведомлен французским Королевским обществом шелководства, а в 1851 году получил диплом с признанием экспертами Всемирной выставки, состоявшейся в Лондоне, своих шелков превосходным по качеству и белизне.
В 1831 году в «Земледельческом журнале» Ребров поместил статьи «О шелководстве в России» и «О новоизобретенном на Кавказе шелкомотальном снаряде» (станке) и затем почти ежегодно в этом журнале печатал свои годовые отчеты и статьи по шелководству.
В своем имении Ребров устроил бесплатную школу для крестьянских мальчиков, в которой по зимам учили грамоте и начаткам закона Божия и арифметики, а летом — шелководству. Кроме того, Ребров пожертвовал Московскому императорскому обществу сельского хозяйства в 1833 году деньги для устройства школы шелководства в Москве. С этой же целью он ежегодно присылал с Кавказа в Общество тутовые кусты и семена для бесплатной раздачи желающим заняться шелководством. 
Он разводил до 40 различных видов винограда и между прочим ширазский (в наши дни известный, как киш-миш). Для выделки столового вина им был приглашен из Бургундии винодел Анго, а для выделки пенистого вина, по образцу шампанского, он выписал француза Тилье, одного из главных виноделов вдовы Клико. В результате, вина Реброва славились не только в России, но и за границей. 
Ребров состоял действительным членом многих обществ: с 1831 года — Императорского московского общества сельского хозяйства, с 1834 — Императорского Московского Общества испытателей природы, с 1850 — Кавказского Общества сельского хозяйства, с 1853 — Императорского вольного экономического общества; Императорского русского географического общества и других.